# Eichen-Stromabecher

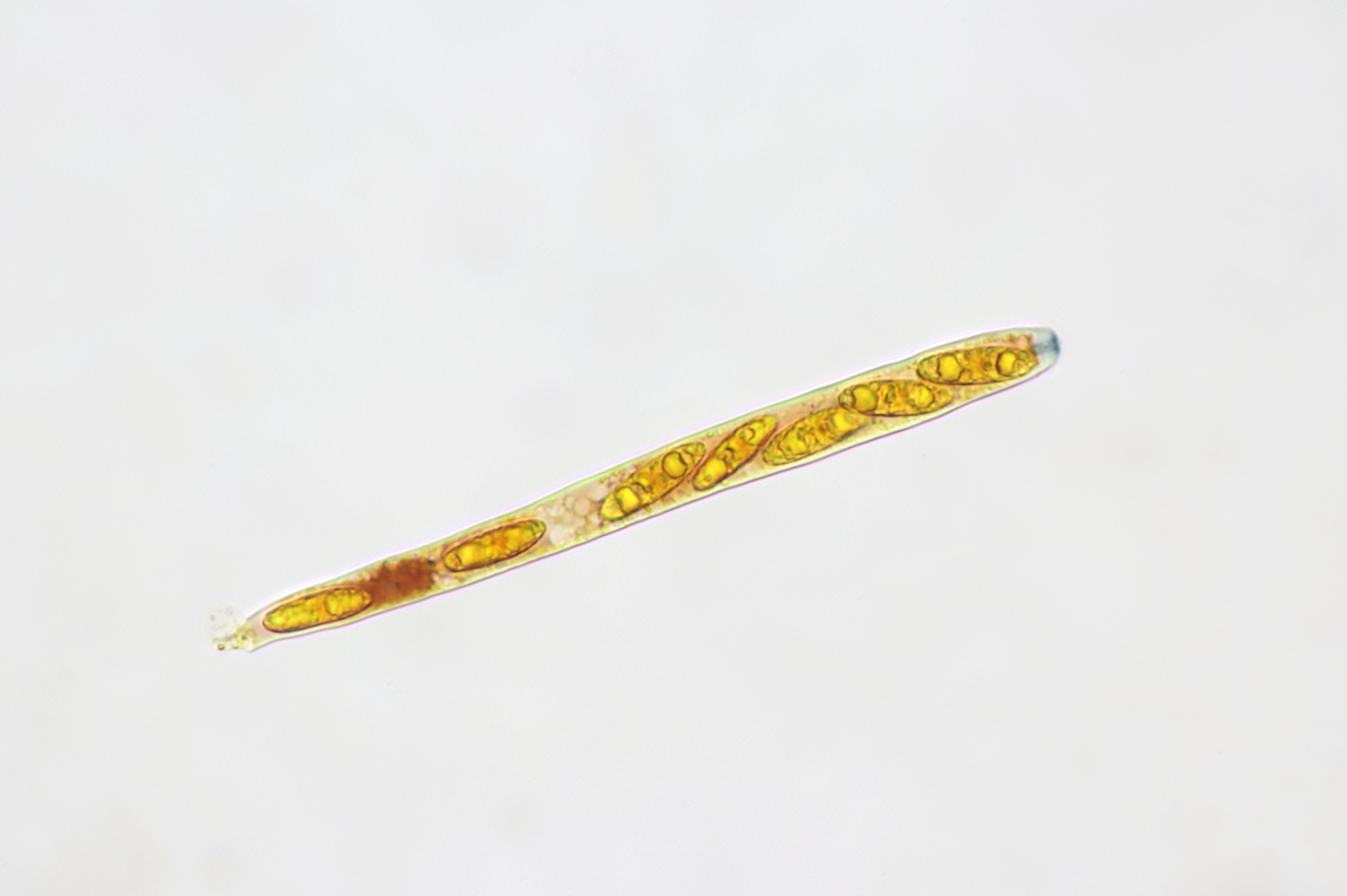
Eichen-Stromabecher: Schlauch, gefärbt mit Iod, mikroskopische Aufnahme

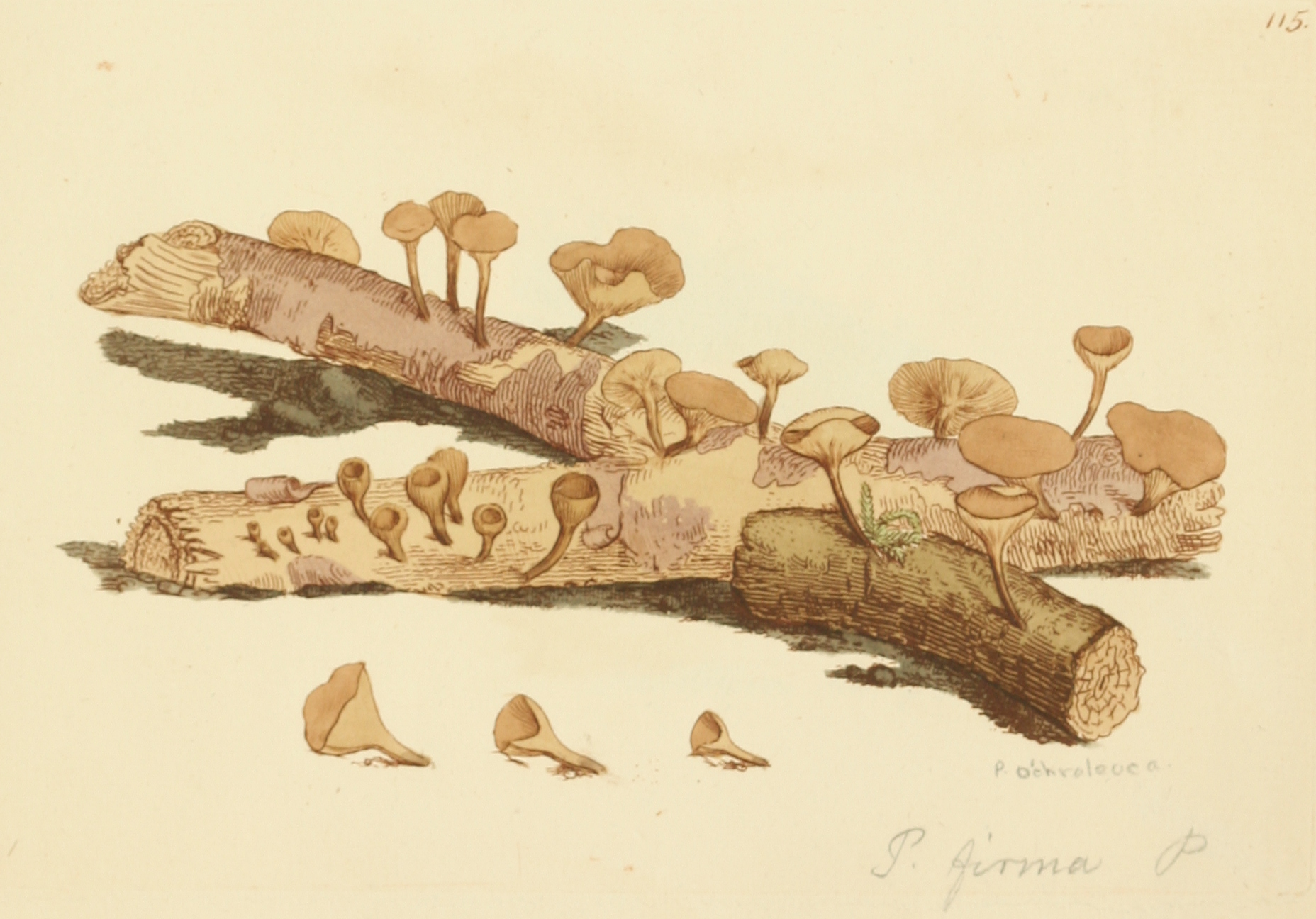
Eichen-Stromabecher (Rutstroemia firma) aus den „Coloured Figures of English Fungi or Mushrooms“ von James Sowerby, 1797

Der Eichen-Stromabecher (Rutstroemia firma), aufgrund der festen Konsistenz der Fruchtkörper auch Derber, Zäher oder Harter Stromabecherling genannt, ist eine Pilzart aus der Familie der Stromabecherverwandten. Die Spezies besiedelt abgestorbenes, entrindetes Eichenholz.

## Merkmale

### Makroskopische Merkmale
Die Fruchtkörper sind kelchförmige, bei Reife ausgebreitete Apothecien, die 0,5 bis 1,5 Zentimeter groß werden, mit deutlichem Stiel. Ihre Farbe ist Gelb-Braun bis Rotbraun. Ihr äußeres Excipulum besitzt eckige bis prismatische Zellen mit einer bedeutenden Schicht gelatinisierter Hyphen. Ihre Konsistenz ist daher ziemlich fest und zäh.

### Mikroskopische Merkmale
Die Sporen sind hyalin, lang-elliptisch bis leicht bananenförmig, glatt und bis fünffach septiert. Sie werden 14,5 bis 19,5 × 4 bis 5,5 Mikrometer groß. Häufig werden an beiden Enden Nebensporen abgeschnürt. Die Ascosporen liegen in den Asci in zwei Reihen. Die Asci selbst sind zylindrisch-keulig mit zweireihig liegenden Sporen und messen 140 bis 155 × 10 bis 11,58 Mikrometer. Die Paraphysen sind fädig mit weit unten einsetzender Septierung.

## Ökologie
Der Eichen-Stromabecher wächst auf abgestorbenem entrindeten Eichenholz, welches durch den Pilz geschwärzt, also stromatisiert wird. Er bildet Apothecien von September bis November und ist in Mitteleuropa nicht selten. So listet ihn die Mykologische Datenbank für Pilze Österreichs in allen Bundesländern außer für Wien.

## Systematik
Der Eichen-Stromabecher wurde 1801 von Persoon als Peziza firma erstmals beschrieben Leopold Fuckel stellte ihn dann zu Ciboria, während Karsten ihn zu Rutstroemia stellte. Kent P. Dumont stellte ihn 1976 zu Poculum. Lange Zeit wollten einige Autoren alle Stromabecher zu Ciboria stellen. Neuerdings werden sie aber sogar in einer eigenen Familie, den rutstroemiaceae gelistet, dessen Typusart der Harte Stromabecherling ist.